# Skupenské teplo tuhnutí
Skupenské teplo tuhnutí je teplo, které odevzdá kapalina při přechodu na pevnou látku během tuhnutí.
Velikost skupenského tepla tuhnutí je pro stejnou látku stejná jako velikost skupenského tepla tání.
Teplo, které odevzdá 1 kilogram látky se nazývá měrné skupenské teplo tuhnutí.

## Značení
- Značka: {\displaystyle L_{t}}
- Jednotka SI: joule, značka J
- Používané násobky: kilojoule kJ, megajoule MJ

## Výpočet
Hodnotu skupenského tepla tuhnutí lze určit ze vztahu
{\displaystyle L_{t}=m\cdot l_{t},},
kde {\displaystyle m} je hmotnost a {\displaystyle l_{t}} je měrné skupenské teplo tuhnutí, jehož hodnota je stejná jako hodnota měrného skupenského tepla tání.